# Micralestes stormsi
Micralestes stormsi é uma espécie de peixe da família Alestidae.
Pode ser encontrada nos seguintes países: Burundi, República Democrática do Congo, Tanzânia e Zâmbia.
Os seus habitats naturais são principalmente os rios.